# Westelijke bospiewie
De westelijke bospiewie (Contopus sordidulus) is een zangvogel uit de familie Tyrannidae (tirannen).

## Verspreiding en leefgebied
Deze soort broedt in het westen van Noord-Amerika en in Midden-Amerika. De vogel overwintert in Midden-Amerika en in het noordwesten van Zuid-Amerika tot Peru. Er zijn vijf ondersoorten:
- C. s. saturatus: van zuidoostelijk Alaska tot westelijk Oregon.
- C. s. veliei: de westelijke en centraal-westelijke Verenigde Staten, noordelijk Mexico.
- C. s. peninsulae: zuidelijk Baja California.
- C. s. griscomi: zuidwestelijk Mexico.
- C. s. sordidulus: van zuidelijk Mexico tot Honduras.

## Status
De grootte van de populatie is in 2019 geschat op 9,6 miljoen volwassen vogels. Op de Rode lijst van de IUCN heeft deze soort de status niet bedreigd.